# Crotalaria walkeri
Crotalaria walkeri là một loài thực vật có hoa trong họ Đậu. Loài này được Arn. miêu tả khoa học đầu tiên.